# Ischämische Colitis

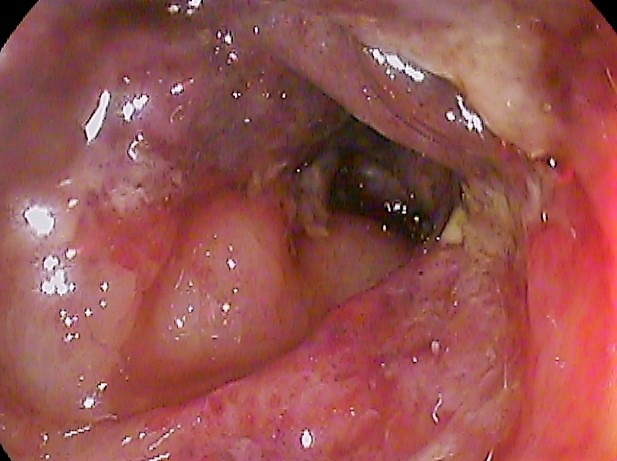
Ischämische Colitis

Eine ischämische Colitis ist eine nichtinfektiöse Entzündung des Darms infolge einer diffusen Durchblutungsstörung (Ischämie) meist auf dem Boden einer generalisierten Arteriosklerose, seltener auch als Folge einer intensivmedizinischen Langzeittherapie mit vasokonstriktorischen Medikamenten.
Klinisch finden sich schmerzhafte, schleimig-blutige Durchfälle, eventuell mit paralytischem Ileus und nachfolgender Durchwanderungsperitonitis. Bei einem vollständigen Gefäßverschluss kommt es zum sog. Mesenterialinfarkt mit nachfolgender Nekrose eines Darmabschnittes.
Die Erkrankung ist zunächst als reversibel anzusehen. Bei Sanierung der Minderdurchblutung (gefäßchirurgisch oder via Ballonkatheter bei Arteriosklerose, Reduktion der intensivmedizinischen Maßnahmen) bestehen gute Chancen auf Heilung. Ist eine Nekrose entstanden, kann der betroffene Darmabschnitt nur chirurgisch entfernt werden. In diesem Fall ist die Prognose eher schlecht.